# Alicia Cazzaniga
Alicia Cazzaniga (Buenos Aires, 9 juli 1928 — Buenos Aires, 28 februari 1968) was een Argentijns Modernistische architecte. Ze werd in Buenos Aires geboren en ging hier naar de Universiteit van Buenos Aires, waar ze architectuur studeerde. Samen met studiegenoten Francisco Bullrich, Eduardo Polledo en Horacio Baliero richtte ze in 1948 de Organisatie voor Moderne Architectuur op (Spaans: Organización de Arquitectura Moderna). De groep hing de Rationalistische architectuurstroming aan en stond in contact met meerdere leden van Bauhaus.
In 1962 werd een ontwerp van Cazzaniga, dat zij samen met Francisco Bullrich en Clorindo Testa ontworpen had, voor het nieuwe gebouw van de Nationale Bibliotheek van de Argentijnse Republiek verkozen. Op 28 februari 1968 stierf zij op 39-jarige leeftijd in haar geboortestad Buenos Aires.

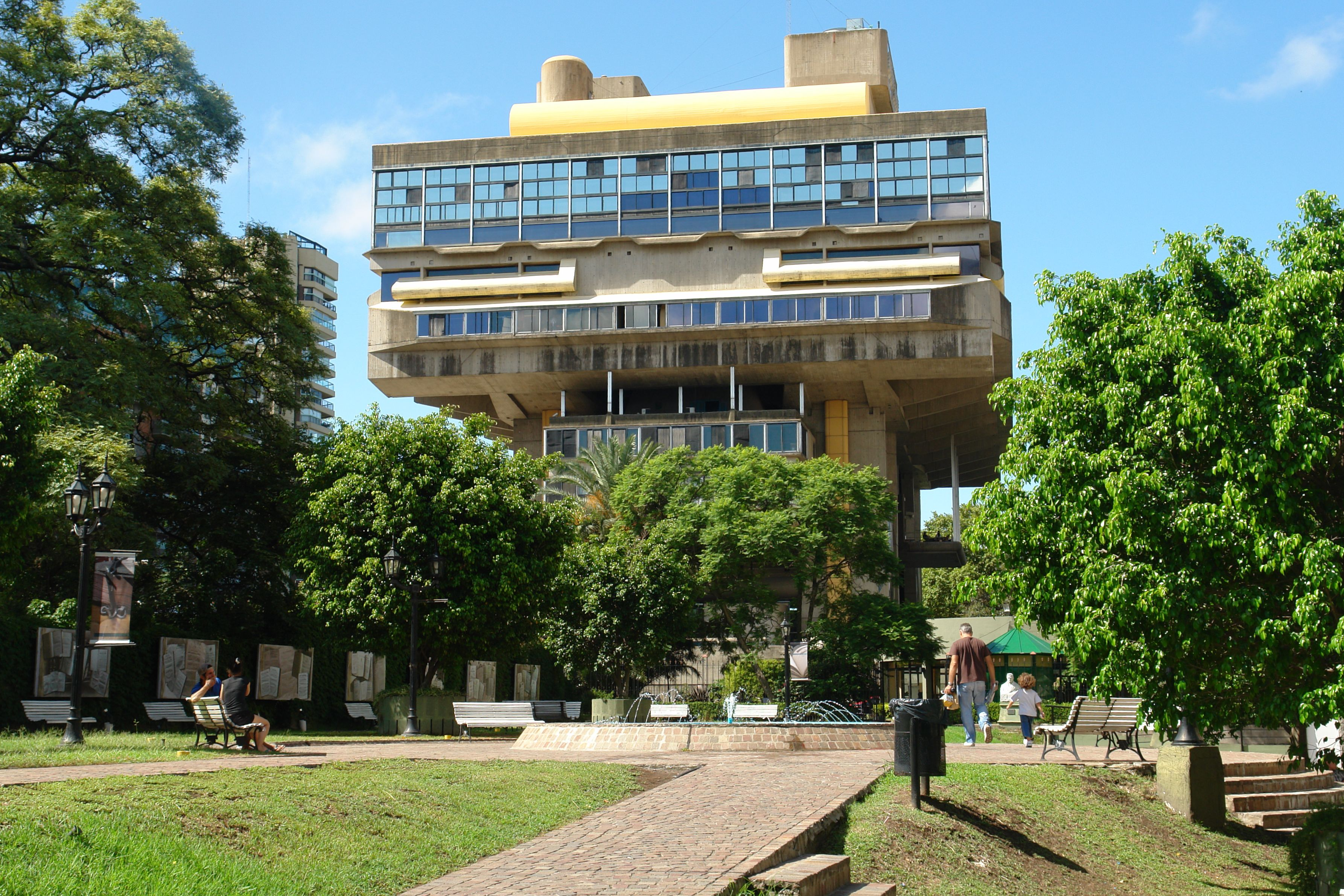
Nationale Bibliotheek van de Argentijnse Republiek